# Налоговая льгота
Налоговая льгота — преимущество, предоставляемое государством либо местным самоуправлением определённой категории налогоплательщиков с целью снижения налогового бремени; один из элементов налоговой политики для решения социальных и экономических задач.

## Определение
Согласно БРЭ налоговые льготы — это преимущества по исполнению налоговой обязанности, включая полное или частичное их освобождение от уплаты налога, для некоторых категорий налогоплательщиков с целью снижения налогового бремени; одна из форм регулирующей (стимулирующей) функции налогообложения; инструмент налоговой политики для решения социальных и экономических задач государства.

## Классификация льгот
Налоговые льготы можно разделить на следующие группы:
- личные и для юридических лиц;
- общеэкономические и социальные налоговые льготы;
- внешнеэкономические налоговые льготы, направленные на стимулирование экспорта, и общеэкономические льготы.

Ряд экономистов представляют следующую классификацию налоговых льгот:
1. изъятия — выведение из-под налогообложения отдельных предметов (объектов) налогообложения. В отношении налогов на прибыль и доходы изъятия выражаются в том, что прибыль или доход, полученный плательщиком от определенных видов деятельности, изымается из состава налогооблагаемой прибыли (дохода), то есть не подлежит налогообложению. Например, ст. 251 НК «Доходы, не учитываемые при определении налоговой базы». В отношении налогов на имущество изъятия выражаются в освобождении от налогообложения отдельных видов имущества.
  - изъятия из налогообложения для отдельных категорий лиц. Например, ст. 333.35 НК РФ «Льготы для отдельных категорий физических лиц и организаций». Освобождение от уплаты может быть постоянным или срочным (налоговые каникулы). Налоговый иммунитет в отношении дипломатических представительств и консульств на основе международных соглашений
  - необлагаемый налогом минимум дохода — то есть минимальная часть объекта, не облагаемая налогом. Обложению подлежат лишь те доходы и объекты плательщика, которые превышают этот минимум. Например, из налогообложения изымаются доходы, не превышающие 4 000 рублей, полученные по каждому из определённых законом оснований за налоговый период (стоимость подарков, полученных налогоплательщиками от организаций или индивидуальных предпринимателей и т. д.) — п. 28 ст. 217 НК РФ
2. налоговые скидки — льготы, направленные на сокращение налоговой базы. Плательщик имеет право уменьшить прибыль, подлежащую налогообложению, на сумму произведенных им расходов на цели, поощряемые обществом и государством. Например, расходы налогоплательщика по НПО на обучение по основным и дополнительным профессиональным образовательным программам, профессиональную подготовку и переподготовку работников налогоплательщика (п.3 ст. 264.1 НК РФ) или см. подп. 38 п. 1 ст. 264
3. освобождение — льгота, направленная на уменьшение налоговой ставки или окладной суммы налога (налогового оклада).
  1. понижение налоговой ставки — например, понижение ставки до 0 % для крупного бизнеса, получающего доход в виде дивидендов (подп.1 п. 3 ст. 284 НК РФ). Или освобождение или снижение оплаты имущественного, земельного, транспортного налогов для лиц с инвалидностью. [4]
  2. уменьшение налогового оклада — самая эффективная налоговая льгота, которая непосредственно уменьшает размер (сумму) налога, причитающегося взносу в бюджет. См., например облигации академии квалифицированной зоны в США (фактически, проценты по облигации уменьшают налоговый оклад)[5]
  3. Отсрочка или рассрочка уплаты налога. Отсрочка или рассрочка уплаты налога — это форма изменения срока уплаты налога, установленного законом. Основания, условия и порядок предоставления этих льгот регламентированы, см. гл. 9 НК РФ. Некоторые исследователи выделяют разницу между отсрочкой и рассрочкой. Так, Брызгалин рассматривает отсрочку как перенос предельного срока уплаты полной суммы налога на более поздний срок, а рассрочку как распределение суммы налога на определенные части с установлением сроков уплаты этих частей.
  4. Налоговый кредит, так же, как и отсрочка (или рассрочка) уплаты налога, — форма изменения срока уплаты налога. Различия есть, например, в процедурах предоставления этих льгот: отсрочки или рассрочки предоставляются решением уполномоченного органа, а для предоставления налогового кредита заключается договор. За пользование налоговым кредитом взимаются проценты, как и за предоставление отсрочки или рассрочки. См. гл. 9 НК РФ, в которой речь идёт об инвестиционном налоговом кредите.
  5. Возврат ранее уплаченного налога (части налога) или налоговая амнистия (не путать с освобождением налогоплательщика от финансовых санкций) — например, подп.2 п.2 ст. 151 предусмотрено, что при вывозе товаров за пределы таможенной территории Российской Федерации в таможенном режиме реэкспорта уплаченные при ввозе на таможенную территорию Российской Федерации суммы налога возвращаются налогоплательщику в порядке, предусмотренном настоящей статьей.
  6. Зачет ранее уплаченного налога. Эта разновидность освобождения широко используется в целях избежания двойного налогообложения (так называемый кредит для иностранных налогов) — см. например, ст. 232 НК РФ (Устранение двойного налогообложения)